# K Stade Louvain
Le Koninklijke Stade Leuven (ou K. Stade Leuven), longtemps appelé Stade Louvaniste, était un club belge de football basé à Louvain. Il fut fondé en 1903 et porta le matricule 18. Ses couleurs étaient Vert et Blanc.
La ville de Louvain possède une longue histoire universitaire. Elle était le siège de l'Université catholique de Louvain, devenue la KUL, en 1968, à la suite du mouvement de protestation estudiantine (Walen Buiten !) qui lança définitivement les polémiques communautaires en Belgique. En tant que cité universitaire, Louvain connut la naissance d'un grand nombre d'associations sportives et principalement de clubs de football.
Le Stade Louvaniste intégra les séries nationales dès 1909 et y évolua sans interruption jusqu'en 1971. Entretemps devenu le K Stade Leuven, le matricule 18 revint en "nationale" dès 1973 et ne la quitta plus jusqu'en 2002. Au total, le club passa 83 saisons à l'échelon national (dont une dans la plus haute division).
En 2002, le "Stade" disparut dans une fusion comprenant le Daring Club Leuven et les FC Zwarte Duivels Oud-Heverlee pour former l'actuel Oud-Heverlee Louvain.

## Repères historiques
- 1903 - Fonfation du STADE LOUVANISTE. Un club homonyme qui exista quelques années plus tôt servit de base à cette création. Le club s'affilia à l'UBSSA (future URBSFA), le 12/11/1903.
- 1926 - STADE LOUVANISTE se vit attribuer le matricule 18.
- 1931 - STADE LOUVANISTE (18) fut reconnu Société Royale et prit le nom de ROYAL STADE LOUVANISTE (18), le 14/02/1931.
- 1949 - ROYAL STADE LOUVANISTE (18) atteint la plus haute division belge, mais n'y resta qu'une seule saison.
- 1967 -  ROYAL STADE LOUVANISTE (18) changea son appellation en KONINKLIJKE STADE LEUVEN (18).
- 2002 - 02/08/2002, KONINKLIJKE STADE LEUVEN (18) entra dans une fusion avec KONINKLIJKE DARING CLUB LEUVEN (223) et FOOTBALL CLUB ZWARTE DUIVELS OUD-HEVERLEE (6142) pour former OUD-HEVERLEE LEUVEN (6142). Le matricule 18 disparut à la suite de cette fusion.

## Palmarès
Le matricule 18 remporta six titres en séries nationales:
- Champion de Division 2 : 1 (1949).
- Champion de Division 3 : 3 (1936, 1981, 1988).
- Champion de Promotion : 2 (1974, 1979).

## Résultats en séries nationales
Statistiques clôturées - Club disparu

### Bilan
| Niv | Divisions     | Jouées | Titres | TM Up | TM Down |
| --- | ------------- | ------ | ------ | ----- | ------- |
| I   | 1re nationale | 1      | 0      |       |         |
| II  | 2e nationale  | 33     | 1      |       |         |
| III | 3e nationale  | 26     | 3      |       | 1       |
| IV  | 4e nationale  | 23     | 2      | 4     |         |
|     |               |        |        |       |         |
|     | TOTAUX        | 83     | 6      | 4     | 1       |

- TM Up= test-match pour départager des égalités, ou toutes formes de Barrages ou de Tour final pour une montée éventuelle.
- TM Down= test-match pour départager des égalités, ou toutes formes de Barrages ou de Tour final pour le maintien.

### Saisons
| Ordre | Saison    | Nom du club                 | Niveau                    | Classement final | Remarques                             |
| ----- | --------- | --------------------------- | ------------------------- | ---------------- | ------------------------------------- |
| 1     | 1909-10   | Stade Louvaniste            | Promotion (D2)            | 5e/11            |                                       |
| 2     | 1910-11   | Stade Louvaniste            | Promotion (D2)            | 9e/12            |                                       |
| 3     | 1911-12   | Stade Louvaniste            | Promotion (D2)            | 7e/12            |                                       |
| 4     | 1912-13   | Stade Louvaniste            | Promotion (D2)            | 10e/12           |                                       |
| 5     | 1913-14   | Stade Louvaniste            | Promotion (D2)            | 7e/12            |                                       |
|       | 1914-1918 | Pas de compétitions         | Première Guerre mondiale  |                  |                                       |
| 6     | 1919-20   | Stade Louvaniste            | Promotion (D2)            | 11e/12           |                                       |
| 7     | 1920-21   | Stade Louvaniste            | Promotion (D2)            | 7e/12            |                                       |
| 8     | 1921-22   | Stade Louvaniste            | Promotion (D2)            | 5e/14            |                                       |
| 9     | 1922-23   | Stade Louvaniste            | Promotion (D2)            | 5e/14            |                                       |
| 10    | 1923-24   | Stade Louvaniste            | Promotion (D2) série B    | 7e/14            |                                       |
| 11    | 1924-25   | Stade Louvaniste            | Promotion (D2) série A    | 6e/14            |                                       |
| 12    | 1925-26   | Stade Louvaniste            | Promotion (D2) série A    | 8e/14            | Relégué de Promotion en...Promotion ! |
| 13    | 1926-27   | Stade Louvaniste            | Promotion (D3) série A    | 9e/14            |                                       |
| 14    | 1927-28   | Stade Louvaniste            | Promotion (D3) série C    | 4e/14            |                                       |
| 15    | 1928-29   | Stade Louvaniste            | Promotion (D3) série C    | 2e/14            |                                       |
| 16    | 1929-30   | Stade Louvaniste            | Promotion (D3) série C    | 2e/14            |                                       |
| 17    | 1930-31   | Stade Louvaniste            | Promotion (D3) série C    | 4e/14            | Promu !                               |
| 18    | 1931-32   | R. Stade Louvaniste         | Division 1 (D2) série B   | 11e/14           |                                       |
| 19    | 1932-33   | R. Stade Louvaniste         | Division 1 (D2) série B   | 12e/14           |                                       |
| 20    | 1933-34   | R. Stade Louvaniste         | Division 1 (D2) série A   | 13e/14           | Relégué !                             |
| 21    | 1934-35   | Stade Louvaniste            | Promotion (D3) série A    | 4e/14            |                                       |
| 21    | 1935-36   | Stade Louvaniste            | Promotion (D3) série C    | Champion         | Promu !                               |
| 23    | 1936-37   | R. Stade Louvaniste         | Division 1 (D2) série A   | 3e/14            |                                       |
| 24    | 1937-38   | R. Stade Louvaniste         | Division 1 (D2) série A   | 5e/14            |                                       |
| 25    | 1938-39   | R. Stade Louvaniste         | Division 1 (D2) série B   | 5e/14            |                                       |
|       | 1939-40   | Compétitions interrompues   |                           |                  |                                       |
|       | 1940-41   | Compétitions régionales     |                           |                  |                                       |
| 26    | 1941-42   | R. Stade Louvaniste         | Division 1 (D2) série A   | 10e/14           |                                       |
| 27    | 1942-43   | R. Stade Louvaniste         | Division 1 (D2) série C   | 3e/16            |                                       |
| 28    | 1943-44   | R. Stade Louvaniste         | Division 1 (D2) série B   | 2e/15            |                                       |
|       | 1944-45   | Compétitions interrompues   |                           |                  |                                       |
| 29    | 1945-46   | R. Stade Louvaniste         | Division 1 (D2) série B   | 6e/18            |                                       |
| 30    | 1946-47   | R. Stade Louvaniste         | Division 1 (D2) série B   | 2e/17            |                                       |
| 31    | 1947-48   | R. Stade Louvaniste         | Division 1 (D2) série A   | 11e/16           |                                       |
| 32    | 1948-49   | R. Stade Louvaniste         | Division 1 (D2) série A   | Champion         | Promu !                               |
| 33    | 1949-50   | R. Stade Louvaniste         | Division d'Honneur        | 16e/16           | Relégué !                             |
| 34    | 1950-51   | R. Stade Louvaniste         | Division 1 (D2) série A   | 10e/16           |                                       |
| 35    | 1951-52   | R. Stade Louvaniste         | Division 1 (D2) série B   | 6e/16            |                                       |
| 36    | 1952-53   | R. Stade Louvaniste         | Division 2                | 16e/16           | Relégué !                             |
| 37    | 1953-54   | R. Stade Louvaniste         | Division 3 série B        | 11e/16           |                                       |
| 38    | 1954-55   | R. Stade Louvaniste         | Division 3 série A        | 10e/16           |                                       |
| 39    | 1955-56   | R. Stade Louvaniste         | Division 3 série B        | 13e/16           |                                       |
| 40    | 1956-57   | R. Stade Louvaniste         | Division 3 série A        | 9e/16            |                                       |
| 41    | 1957-58   | R. Stade Louvaniste         | Division 3 série B        | 16e/16           | Relégué !                             |
| 42    | 1958-59   | R. Stade Louvaniste         | Promotion série A         | 9e/16            |                                       |
| 43    | 1959-60   | R. Stade Louvaniste         | Promotion série D         | 3e/16            |                                       |
| 44    | 1960-61   | R. Stade Louvaniste         | Promotion série C         | 3e/16            |                                       |
| 45    | 1961-62   | R. Stade Louvaniste         | Promotion série C         | 2e/16            |                                       |
| 46    | 1962-63   | R. Stade Louvaniste         | Promotion série A         | 8e/16            |                                       |
| 47    | 1963-64   | R. Stade Louvaniste         | Promotion série D         | 11e/16           |                                       |
| 48    | 1964-65   | R. Stade Louvaniste         | Promotion série C         | 11e/16           |                                       |
| 49    | 1965-66   | R. Stade Louvaniste         | Promotion série C         | 7e/16            |                                       |
| 50    | 1966-67   | R. Stade Louvaniste         | Promotion série C         | 7e/16            |                                       |
| 51    | 1967-68   | K. Stade Leuven             | Promotion série B         | 10e/16           |                                       |
| 52    | 1968-69   | K. Stade Leuven             | Promotion série B         | 6e/16            |                                       |
| 53    | 1969-70   | K. Stade Leuven             | Promotion série A         | 3e/16            |                                       |
| 54    | 1970-71   | K. Stade Leuven             | Promotion série C         | 15e/16           | Relégué !                             |
|       |           |                             |                           |                  | séries provinciales                   |
| 55    | 1973-74   | K. Stade Leuven             | Promotion série A         | Champion         | Promu !                               |
| 56    | 1974-75   | K. Stade Leuven             | Division 3 série A        | 11e/16           |                                       |
| 57    | 1975-76   | K. Stade Leuven             | Division 3 série A        | 15e/16           | Relégué !                             |
| 58    | 1976-77   | K. Stade Leuven             | Promotion série B         | 13e/16           |                                       |
| 59    | 1977-78   | K. Stade Leuven             | Promotion série D         | 2e/16            |                                       |
| 60    | 1978-79   | K. Stade Leuven             | Promotion série C         | Champion         | Promu !                               |
| 61    | 1979-80   | K. Stade Leuven             | Division 3 série B        | 4e/16            |                                       |
| 62    | 1980-81   | K. Stade Leuven             | Division 3 série A        | Champion         | Promu !                               |
| 63    | 1981-82   | K. Stade Leuven             | Division 2                | 6e/16            |                                       |
| 64    | 1982-83   | K. Stade Leuven             | Division 2                | 16e/16           | Relégué !                             |
| 65    | 1983-84   | K. Stade Leuven             | Division 3 série B        | 13e/16           |                                       |
| 66    | 1984-85   | K. Stade Leuven             | Division 3 série B        | 7e/16            |                                       |
| 67    | 1985-86   | K. Stade Leuven             | Division 3 série B        | 8e/16            |                                       |
| 68    | 1986-87   | K. Stade Leuven             | Division 3 série B        | 9e/16            |                                       |
| 69    | 1987-88   | K. Stade Leuven             | Division 3 série A        | Champion         | Promu !                               |
| 70    | 1988-89   | K. Stade Leuven             | Division 2                | 13e/16           |                                       |
| 71    | 1989-90   | K. Stade Leuven             | Division 2                | 13e/16           |                                       |
| 72    | 1990-91   | K. Stade Leuven             | Division 2                | 16e/16           | Relégué !                             |
| 73    | 1991-92   | K. Stade Leuven             | Division 3 série A        | 12e/16           |                                       |
| 74    | 1992-93   | K. Stade Leuven             | Division 3 série B        | 16e/16           | Relégué !                             |
| 75    | 1993-94   | K. Stade Leuven             | Promotion série B         | 6e/16            |                                       |
| 76    | 1994-95   | K. Stade Leuven             | Promotion série C         | 10e/16           |                                       |
| 77    | 1995-96   | K. Stade Leuven             | Promotion série B         | 5e/16            | Tour final                            |
| 78    | 1996-97   | K. Stade Leuven             | Division 3 série B        | 14e/16           | Barrages                              |
| 79    | 1997-98   | K. Stade Leuven             | Promotion série C         | 2e/16            | Tour final                            |
| 80    | 1998-99   | K. Stade Leuven             | Promotion série B         | 8e/16            | Tour final                            |
| 81    | 99-2000   | K. Stade Leuven             | Promotion série D         | 2e/16            | Tour final                            |
| 82    | 2000-01   | K. Stade Leuven             | Division 3 série B        | 6e/16            |                                       |
| 83    | 2001-02   | K. Stade Leuven             | Division 3 série B        | 13e/16           |                                       |
|       | 2002      | Fusion avec ZD Oud Heverlee | le matricule 18 disparaît |                  |                                       |

### Sources et liens externes
- Site officiel d'Oud-Heverlee Louvain